# Prolösbar grupp
Inom matematiken är en prolösbar grupp en grupp som är isomorfisk till inversa gränsvärdet av ett inverst system av lösbara grupper. Ett ekvivalent krav är att gruppen kan ses som en topologisk grupp så att varje öppen omgivning av identiteten innehåller en normal delgrupp vars korresponderande kvotgrupp är lösbar.

## Exempel
- Låt p vara ett primtal och beteckna kroppen av p-adiska tal med {\displaystyle \mathbf {Q} _{p}}. Då är Galoisgruppen {\displaystyle {\text{Gal}}({\overline {\mathbf {Q} }}_{p}/\mathbf {Q} _{p})}, där {\displaystyle {\overline {\mathbf {Q} }}_{p}} betecknar det algebraiska höljet av {\displaystyle \mathbf {Q} _{p}}, prolösbart. Detta följer ur att för varje ändlig Galoisutvidgning {\displaystyle L} av {\displaystyle \mathbf {Q} _{p}} kan Galoisgruppen {\displaystyle {\text{Gal}}(L/\mathbf {Q} _{p})} skrivas som den halvdirekta produkten {\displaystyle {\text{Gal}}(L/\mathbf {Q} _{p})=(R\rtimes Q)\rtimes P}, med {\displaystyle P} cyklisk av ordning {\displaystyle f} för något {\displaystyle f\in \mathbf {N} }, {\displaystyle Q} cyklisk av ordning som delar {\displaystyle p^{f}-1} och {\displaystyle R} av ordning en potens av {\displaystyle p}. Härmed är {\displaystyle {\text{Gal}}(L/\mathbf {Q} _{p})} lösbar.[1]